# SN 1921A
SN 1921A – supernowa odkryta 7 marca 1921 roku w galaktyce NGC 4039. W momencie odkrycia miała maksymalną jasność 16,00m.